# Elias Adam von Reider
Elias Adam von Reider (* 9. August 1763 in Bamberg; † 8. Oktober 1807 ebenda) war ein deutscher Rechtswissenschaftler und Hochschullehrer.

## Leben
Reider war Sohn des nobilitierten Bamberger Domstiftsyndikus Martin von Reider (1719–1799). Von 1776 bis 1779 besuchte er das Bamberger Gymnasium, anschließend ging er an die Universität Bamberg. Er absolvierte die philosophischen Studien und interessierte sich insbesondere für Mathematik. Am 6. September 1780 erhielt er den Grad eines Bakkalaureus der Philosophie, am 7. September 1781 den eines Magisters der Philosophie. Anschließend widmete er sich in Bamberg und an der Universität Mainz dem Studium der Rechtswissenschaft. Dort wurde er am 23. Dezember 1788 mit der Dissertation De Juribus Capitulorum Ecclesiarum Metropoliticarum Et Cathedralium In Germania Sede Vacante Praecipue De Eorum Jure Monetandi zum Lic. iur. promoviert. Später erlangte er in Mainz noch den Doktor beider Rechte. In seiner Mainzer Zeit war er außerdem Domcellar am Liebfrauenstift. 1787 war er Praktikant am Reichskammergericht in Wetzlar.
Reider erhielt am 14. Dezember 1789 eine Stelle als außerordentlicher Professor des deutschen Privatrechts an der Bamberger Universität. Zum 25. November 1791 übertrug man ihm die Stelle als ordentlicher Professor für Institutionen. 1793 wurde er wirklicher fürstbischöflicher Hofrat, im April 1795 Konsulent der Obereinnahme Bamberg, also der landesfürstliche Steuerbehörde, sowie Hofkriegsrat. Am 7. Mai 1796 übernahm er die Stelle des Professors für Pandekten, 1797 erfolgte außerdem die Ernennung zum Staatskonferenzrat. Am 28. November 1799 wurde er schließlich Professor des Staatsrecht.
Reider bekam bei Gründung des neuen Hofgerichts in Bamberg am 14. Mai 1803 die Stelle eines kurfürstlichen Hofgerichtsrats übertragen.
Der Zeichenlehrer, Heimatforscher und Kunstsammler Martin Joseph von Reider war sein Sohn.

## Werke (Auswahl)
- De Juribus Capitulorum Ecclesiarum Metropoliticarum Et Cathedralium In Germania Sede Vacante Praecipue De Eorum Jure Monetandi, Haeffner, Mainz 1788.
- De Decimis Novalibus Dissertatio, Klietsch, Bamberg 1793.
- Dissertationis inauguralis, quinam sunt philosophiae iuris per criticismum progressus?, Klebsadl, Bamberg 1802.